# LimpidArmor
LimpidArmor Inc. — багатонаціональна компанія, що спеціалізується на віртуальній та доповненій реальності, робототехніці, штучному інтелекті та аналізі даних. Починалася як стартап, має головний офіс в Україні, у Києві.
LimpidArmor Inc. є офіційним партнером Microsoft, Optix та Nvidia, а також має членство в дослідній цільовій групі (англ. Research Task Group, RTG) Організації НАТО з науки та технологій AVT-290 з питань стандартизації систем доповненої реальності для наземних платформ[відсутнє в джерелі]. 
За оцінками кількох українських видань, компанія належить до переліку найбільш інноваційних і технологічних в Україні. [⇨]

## Історія
Заснована українським підприємцем та ветераном АТО Михайлом Гречухіним у січні 2017 року, компанія розробила на основі технології Microsoft HoloLens систему Land Platform Modernization Kit для важкої броньованої техніки, що відповідає стандартам НАТО.
Презентація першої версії прототипу під назвою LimpidArmor відбулася на XIII Міжнародній спеціалізованій виставці «Зброя та безпека 2016».
На міжнародній виставці озброєнь IDEX-2017 українська команда представила другу версію прототипу системи кругового огляду для екіпажу бронетехніки на базі гарнітури Microsoft HoloLens.
10 серпня 2018 р. було презентовано промо-відео третьої версії прототипу.
Під час виставки озброєнь IDEX-2019 (Абу-Дабі) відбулося підписання угоди з компанією International Golden Group (Об'єднані Арабські Емірати), яка є дистриб'ютером оборонних систем і постачальником озброєнь силовим структурам ОАЕ.

## Розробки
Станом на 2018 рік, компанія випустила дві версії системи кругового огляду під робочою назвою Circular Review System, що дозволяли екіпажу мати панорамний огляд в 360° за азимутом через встановлені зовні бронемашини відеокамери. Розробка базується на використанні окулярів доповненої реальності Microsoft HoloLens, які вмонтовані у шоломи операторів танків та бойових машин.
Третя версія дістала назву Land Platform Modernization Kit. До її складу входять 8 камер з оптичною стабілізацією, встановлених на корпусі бронемашини. Власне програмне забезпечення LimpidArmor Inc. зшиває потокове відео в режимі реального часу, і це відео оператор бачить у вигляді 360-градусної панорами навколишнього середовища. Система також виводить на екран телеметрію з усіх підсистем бойової машини, статуси завдань, цілі, інтерактивні підказки розміщення дружніх і ворожих підрозділів, інші дані доповненої реальності, що формуються, зокрема, на основі алгоритмів штучного інтелекту. Систему можливо підключити до системи керування вогнем та за її допомогою отримувати дані з БПЛА. Розробники запевняють у гнучкості системи, яку можливо модифікувати як під військові, так і під цивільні завдання.

## Оцінки
- У листопаді 2018 року бізнес-видання «Ділова Столиця» включило LimpidArmor Inc. до ТОП-20 найбільш інноваційних компаній України.[9]

- У серпні 2018 року видання LIGA.NET включило Land Platform Modernisation Kit до ТОП-27 розробок, що забезпечать технологічний прорив в Україні.[10]

## Галерея

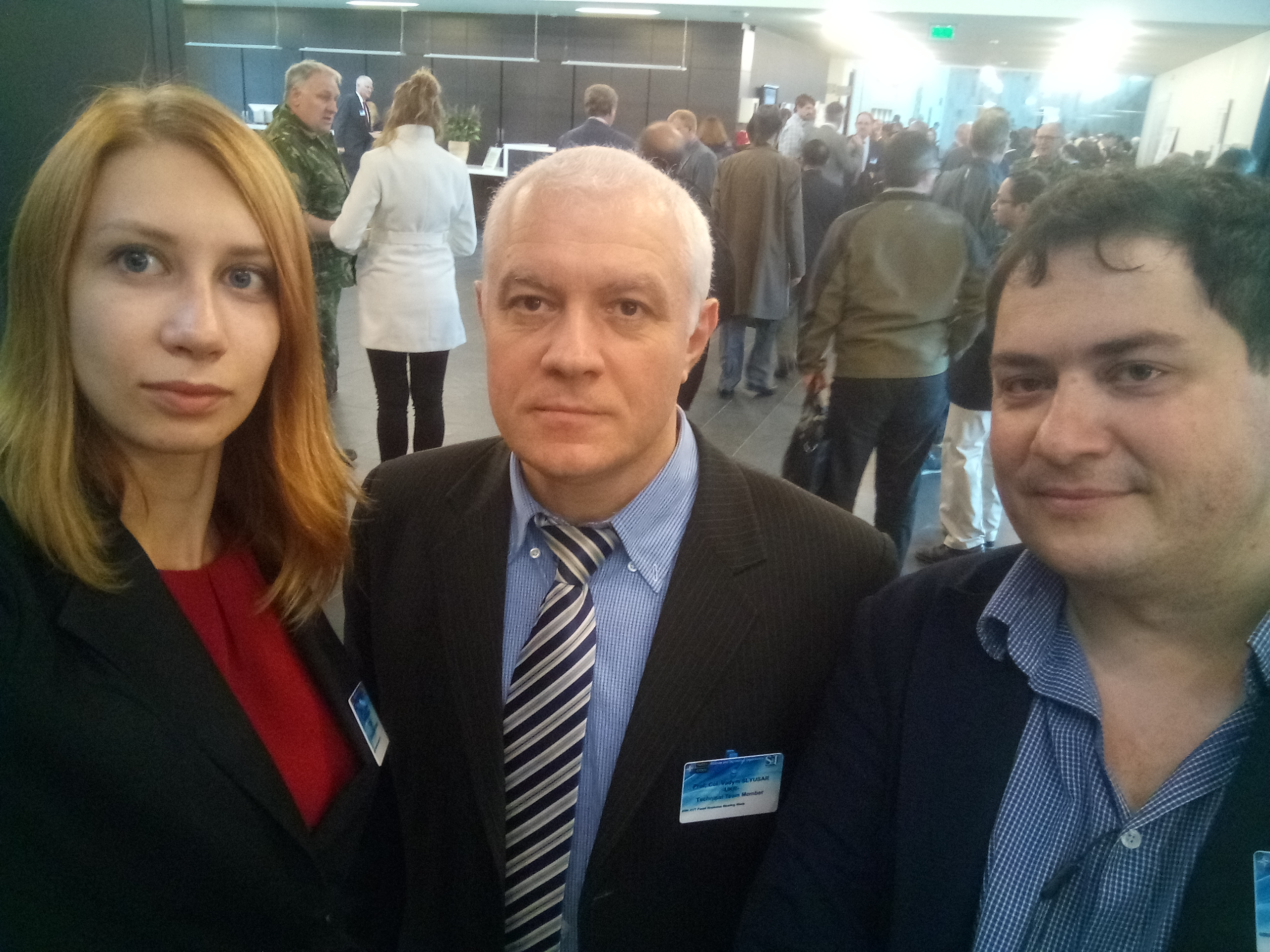
Українська делегація, у тому числі фахівці Limpid Armor, на засіданні RTG AVT-290 STO НАТО, Утрехт, 2017
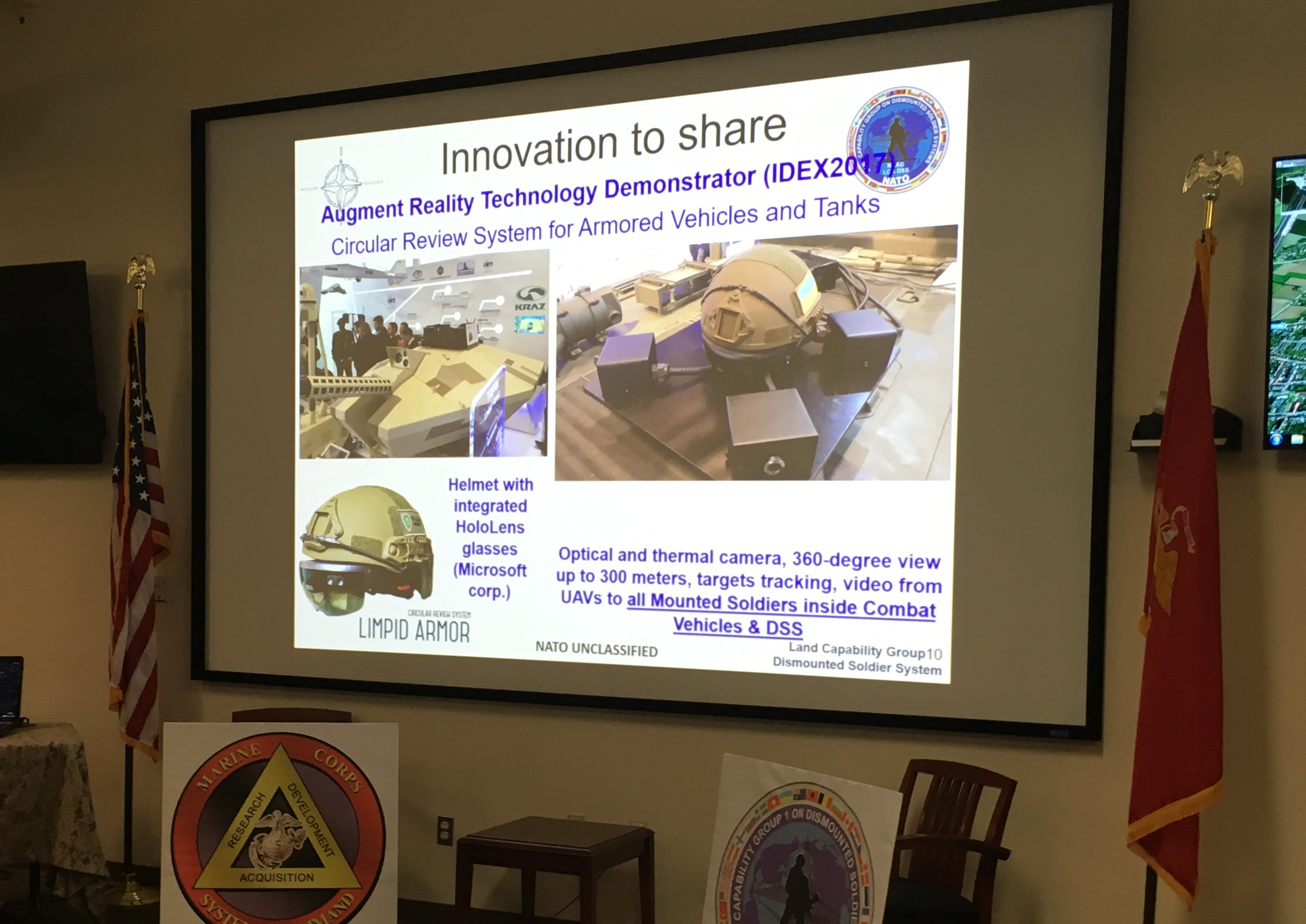
Презентація розробок Limpid Armor експертам НАТО на засіданні групи LCG DSS (Quantico, США, квітень 2017)